# 野幌住吉町
野幌住吉町（のっぽろすみよしちょう）とは、北海道江別市の町丁。郵便番号は069-0816。人口は1,661人、世帯数は806世帯（2023年12月1日現在）。丁目の設定のない単独町名である。住居表示は全域で未実施。

## 地理
野幌住吉町は函館本線の北西部に位置し、町域は2番通・10丁目通・3番通・白樺通に囲まれている。

## 歴史

### 年表
- 1980年（昭和55年）
  - 9月1日 - 「元野幌」の一部が「野幌住吉町」に町名地番変更[5]。

### 町名の変遷
町名の変遷は以下の通りである。
| 実施後     | 実施年月日   | 実施前（各町名ともその一部） |
| ---------- | ------------ | ---------------------------- |
| 野幌住吉町 | 1980年9月1日 | 元野幌                       |

## 世帯数と人口
2023年（令和5年）12月1日現在の世帯数と人口は以下の通りである。
| 町丁       | 世帯    | 人口    |
| ---------- | ------- | ------- |
| 野幌住吉町 | 806世帯 | 1,661人 |
| 計         | 806世帯 | 1,661人 |

### 人口の変遷
国勢調査による人口の推移。
| 1995年（平成7年）  | 1,644人 | [ 6 ]  |  |
| 2000年（平成12年） | 1,638人 | [ 7 ]  |  |
| 2005年（平成17年） | 1,673人 | [ 8 ]  |  |
| 2010年（平成22年） | 1,663人 | [ 9 ]  |  |
| 2015年（平成27年） | 1,650人 | [ 10 ] |  |
| 2020年（令和2年）  | 1,599人 | [ 11 ] |  |

### 世帯数の変遷
国勢調査による世帯数の推移。
| 1995年（平成7年）  | 561世帯 | [ 6 ]  |  |
| 2000年（平成12年） | 576世帯 | [ 7 ]  |  |
| 2005年（平成17年） | 637世帯 | [ 8 ]  |  |
| 2010年（平成22年） | 670世帯 | [ 9 ]  |  |
| 2015年（平成27年） | 695世帯 | [ 10 ] |  |
| 2020年（令和2年）  | 691世帯 | [ 11 ] |  |

## 小・中学校の通学区
小・中学校の通学区は以下の通り。
| 町丁       | 字・番地             | 小学校         | 中学校         |
| ---------- | -------------------- | -------------- | -------------- |
| 野幌住吉町 | 1番地-37番地、42番地 | 江別第二小学校 | 江別第二中学校 |
| 野幌住吉町 | 38番地-40番地        | 大麻泉小学校   | 大麻東中学校   |

## 施設

### 公共・公的施設
- 市立よつば保育園（野幌住吉町37-7）[13]

### 公園
- あおやぎ公園（野幌住吉町31-8）[14]
- ちゅうりっぷ公園（野幌住吉町14-7）[14]
- のうさぎ公園（野幌住吉町6-8）[14]
- ゆりのき公園（野幌住吉町29-13から15,18）[14]
- りんどう公園（野幌住吉町8-4）[14]

### 企業・店舗
- ツルハドラッグ 江別住吉店（野幌住吉町37-2）[15]
- ENEOS Dr.Drive江別SS ナラサキ石油（野幌住吉町18-10）[16]
- セブンイレブン 江別野幌住吉町（野幌住吉町8-20）[17]

### 医療・福祉
- 宮田歯科クリニック（野幌住吉町24-21）[18]
- 松本歯科医院（野幌住吉町1-9）[18]
- 大山歯科・矯正歯科クリニック（野幌住吉町5-6）[18]

## 交通

### 鉄道
- 鉄道駅は町内には存在しない[19]。最寄り駅は函館本線の野幌駅[19]。
  -  北海道旅客鉄道
    - ■函館本線

### バス
- 町内に ジェイアール北海道バス及び北海道中央バスの路線がある[20]。

### 道路
一般国道
- 町内に一般国道は存在しない[21]。

一般道道
- 北海道道626号東雁来江別線[21]

都市計画道路
- 3・3・303 3番通[21][22]
- 3・3・307 白樺通[21][22]
- 3・4・313 2番通・道道東雁来江別線[21][22]
- 3・4・344 10丁目通[21][22]